# Musculus gastrocnemius
De musculus gastrocnemius of oppervlakkige kuitspier is een bi-articulaire spier, dit houdt in dat het verloop van de spier over twee gewrichten gaat. In dit geval over het kniegewricht en over het enkelgewricht. Daarnaast heeft de spier twee koppen, het caput laterale en het caput mediale die wordt geïnnerveerd door de nervus tibialis (ruggenmergsegment S1-S2 ter hoogte van L1) in de oppervlakkige laag aan de achterzijde van het onderbeen. Samen met de musculus soleus en de musculus plantaris vormt hij de musculus triceps surae (driehoofdige kuitspier). De spier ontspringt boven het kniegewricht met twee koppen aan de condyli femoris en hecht met de achillespees vast aan het hielbeen. Zijn voornaamste functie is het buigen van het onderbeen in het kniegewricht en het strekken van de voet in het enkelgewricht (plantairflexie). De spier is met zijn beide koppen uitstekend van buitenaf waarneembaar op het onderbeen.
De musculus gastrocnemius is de spier die bij de achillespeesreflex samentrekt.
Bij een zweepslag is er een ruptuur van het caput mediale van de musculus gastrocnemius. De antagonist van deze spier is de lange kuitbeenspier.